# هاینرود
هاینرود روستایی کوچک واقع در منطقه مانسفلد-سودهارتس است. این منطقه جزئی از ایالت زاکسن-آنهالت آلمان به شمار می رود. هاینرود سابق بر این دارای شهرداری بود. این روستا از اول ژانویه ۲۰۱۰ ، بخشی از شهرداری سود-هارتس شده است.